# Шок и невјерица
Шок и невјерица је једанаести студијски албум босанскохерцеговачке рок групе Забрањено пушење објављен 31. октобра 2018. године у издањима зеничке издавачке куће Тропик те у издању Менарта за Србију и Хрватску.

## Снимање
Током 2017. и у првом делу 2018. године чланови групе су снимили четрнаест нових песама у загребачком студију Плави филм. Аранжман свих песама на албуму заједнички потписују сви чланови групе. Песма "Купи нас Али" урађена је са босанскохерцеговачком реперком Сасја, а на песми "Свјетла Сарајева" гостује интерпретатор севдалинки Дамир Имамовић.

## Промоција
Група је 11. децембра 2017. године на свом Јутјуб каналу објавила музички спот за први сингл са албума, за песму "Нова година". Снимаће се и музички спотови за песме "Купи нас Али" и "Ирска".

## Списак песама
Референца: ЗАМП
| №               | Назив                             | Аутор(и)                                | Трајање |  |
| 1.              | Свјетла Сарајева                  | Давор Сучић Горан Врачар                | 5:16    |  |
| 2.              | Купи нас Али                      | Сучић Ненад Величковић Санела Халиловић | 4:10    |  |
| 3.              | Ирска                             | Сучић Тони Ловић Томислав Андрић        | 3:47    |  |
| 4.              | Тренер                            | Сучић Дарио Ковач                       | 3:12    |  |
| 5.              | Босман - Први босански суперјунак | Ловић Лана Шкргатић Андрић              | 3:40    |  |
| 6.              | Упуц'о сам шерифа Бузу            | Сучић Андрић                            | 4:01    |  |
| 7.              | Госпођа Сенада                    | Сучић Андрић                            | 5:04    |  |
| 8.              | Пољуби је будало                  | Сучић Андрић                            | 3:35    |  |
| 9.              | Махала у магли                    | Ловић Сучић                             | 3:51    |  |
| 10.             | Клупа на којој пише Кенан         | Сучић                                   | 4:11    |  |
| 11.             | Ко?                               | Шкргатић Сучић Андрић Врачар            | 5:08    |  |
| 12.             | Нова година                       | Сучић Ловић Ковач                       | 4:26    |  |
| 13.             | Амилина пјесма                    | Сучић Андрић                            | 4:26    |  |
| 14.             | Све по старом                     | Сучић Врачар                            | 4:26    |  |
| Укупно трајање: | Укупно трајање:                   | Укупно трајање:                         | 59:18   |  |

## Извођачи и сарадници
| Забрањено пушење - Давор Сучић "Сејо Сексон" – вокал, пратећи вокал - Тони Ловић – електрична и акустична гитара - Бранко Трајков – бубњеви, удараљке, пратећи вокал - Роберт Болдижар – виолина, виолончело, клавијатуре, пратећи вокал - Дејан Орешковић – бас-гитара - Лана Шкргатић – клавијатуре, саксофон, флаута, пратећи вокал Гостујући музичари - Санела Халиловић "Сасја" – вокал (песма 2) - Дамир Имамовић – тамбур, вокал (песма 1) | Продукција - Давор Сучић "Сејо Сексон" – продукција, аранжман - Тони Ловић – програмирање, инжењеринг звука, миксање, продукција, аранжман - Дејан Орешковић – мастеринг, програмирање, инжењеринг звука, миксање, аранжман - Ђани Перван – програмирање, инжењеринг звука, миксање - Дарио Витез – извршни продуцент - Роберт Болдижар – аранжман - Бранко Трајков – аранжман - Лана Шкргатић – аранжман Дизајн - Идеологија (дизајн студио из Сарајева, БиХ) – дизајн омота - Саша Миџор Сучић – фотографија |